# Florence Arthaud
Florence Monique Arthaud, soprannominata «la fidanzata dell'Atlantico», (Boulogne-Billancourt, 28 ottobre 1957 – Villa Castelli, 9 marzo 2015), è stata una velista, navigatore e scrittrice francese, divenuta famosa soprattutto per la vittoria riportata nella Route du Rhum del 1990.

## Biografia
Era figlia di Jacques Arthaud, direttore della casa editrice grenoblese Arthaud durante gli anni settanta, che ha pubblicato in particolare gli scritti di Bernard Moitessier e di Éric Tabarly. Cominciò molto giovane a navigare, col fratello Jean-Marie e suo padre, e si unì al club di vela di Antibes. Nel 1974, a 17 anni, Florence Arthaud rimase vittima di un grave incidente d'auto, finendo in coma: ne uscì, e fu scongiurata anche la paralisi. Dovette tuttavia rimanere sei mesi in ospedale e le occorsero due anni per recuperare completamente, con l'aiuto di padre Michel Jaouen. Durante la convalescenza, effettuò la sua prima traversata dell'Atlantico, a 18 anni.
Nel 1993 mise al mondo la figlia Marie, nata dalla sua relazione con Loïc Lingois, un navigatore professionista nato nel 1966. Nel 2005 si sposò con Éric Charpentier, ma l'unione naufragò rapidamente. Iniziò un periodo molto duro per Florence, che divenne alcolista. Nella sua autobiografia, pubblicata nel 2009, Florence non nasconde nulla della dipendenza dall'alcool, che le avrebbe fatto perdere la patente. Nel 2010 l'abbandonarono gli sponsor. Superò la crisi entrando nell'associazione La roue tourne (La ruota gira).
Il 29 ottobre 2011 cadde dalla sua imbarcazione in piena notte al largo del Capo Corso. Disponendo fortunatamente di una lampada frontale e di un telefono cellulare asciutto, riuscì a chiamare la madre che a sua volta avvisò il fratello. Fu quindi allertata la protezione civile marittima francese, e tre ore e venti minuti dopo la sua chiamata d'emergenze Florence venne recuperata attraverso la geolocalizzazione del suo telefono portatile. Cosciente, ma in stato di ipotermia, fu elitrasportata all'ospedale di Bastia, dal quale uscì l'indomani. Il racconto di questa notte è riportato nel suo ultimo libro: Cette nuit, la mer est noire.

### Morte
Florence Arthaud morì il lunedì 9 marzo 2015 (a 57 anni) in un incidente di elicottero in Argentina durante le riprese dell'emissione televisiva Dropped di TF1. Nello stesso incidente rimasero uccise altre 9 persone: la nuotatrice Camille Muffat, il pugile Alexis Vastine, cinque membri dell'équipe televisiva di TF1 e i due piloti argentini. La velista aveva appena terminato di scrivere il suo ultimo libro, dal titolo Cette nuit, la mer est noire, uscito poi per il Salone del libro di Parigi il 19 marzo 2015. Secondo le sue ultime volontà, Florence Arthaud è stata sepolta sull'isola di Santa Margherita, davanti a Cannes.

## Carriera

### Carriera sportiva
Florence Arthaud partecipò alla Route du Rhum già alla sua prima edizione, che ebbe luogo nel 1978, e si classificò 11ª. Nel 1986, captò l'SOS del collega Loïc Caradec e cambiò rotta per soccorrerlo: ne ritroverà il catamarano Royal rovesciato, senza alcuna traccia del navigatore. Il promotore immobiliare Christian Garrel finanziò la costruzione del suo trimarano Pierre Ier de Serbie. Nell'agosto 1990, puntò al record della traversata dell'Atlantico del nord a vela in solitario, detenuto da Bruno Peyron: in 9 giorni 21 ore e 42 minuti, lo migliorò di quasi due giorni. Nel novembre dello stesso anno, vinse la Route du Rhum, raggiungendo Pointe-à-Pitre in 14 giorni 10 ore e 10 minuti. Non riuscì tuttavia a fare costruire un nuovo trimarano, a causa della crisi immobiliare della quale soffre il suo sponsor.
Nel 1997, la Arthaud vinse la Transpacific Yacht Race in coppia con Bruno Peyron e disputa la solitaire du Figaro. Nel 2002, decise di puntare al record del mondo in solitario e tentò una raccolta fondi per acquistare il trimarano Sport-Elec, sul quale corse Olivier de Kersauson, ma invano. Nel 2004 partecipò alla corsa transatlantica Lorient-Saint-Barth in doppio con Lionel Péan e nel 2006, con Luc Poupon, alla Vakko Odyssée Cannes-Istanbul su un monoscafo del tipo Bénéteau Figaro II. L'anno seguente, sempre con Poupon, disputò la Transat Jacques Vabre su un Class40.
Nel 2010, per il ventesimo anniversario della sua vittoria (alla Route du Rhum), non riuscì a trovare sponsor:
(Florence Arthaud)

### Altre attività
Nel 1989 partecipò al disco Quelque part... c'est toujours ailleurs di Pierre Bachelet. Le tre canzoni in duetto (Flo, Typhon e Quelque part… c'est toujours ailleurs) descrivono la relazione di Florence Arthaud con il mare.
La sua autobiografia, Un vent de liberté, con la prefazione di Olivier de Kersauson, esce nel 2009.
Prima della sua morte, Florence Arthaud lavorava su un progetto di corsa velica riservata alla donne, la cui prima edizione avrebbe dovuto svolgersi nel mar Mediterraneo nell'estate 2015.

## Palmares
- 1978: 11ª alla Route du Rhum su X.Périmental[27]
- 1979: 5ª de la Transat en double Lorient Saint Barth Lorient su Biotherm con Catherine Hermann[senza fonte]
- 1981: 6ª alla Twostar su Monsieur Meuble con François Boucher[senza fonte]
- 1982: 20ª alla Route du Rhum su Biotherm II[28]
- 1986: 11ª alla Route du Rhum su Énergie et Communication[29]
- 1988: 7ª alla Single-handed Trans-Atlantic Race su Groupe Pierre 1er[senza fonte]
- 1990: Record della traversata dell'Atlantico del nord a vela nel 1990 (in solitario) su Pierre 1er[30][31]
- 1990: 3ª alla Twostar su Pierre 1er con Patrick Maurel[32]
- 1990: 1ª alla Route du Rhum su Pierre 1er[2][33]
- 1996: 2ª alla Transat AG2R su Guy Cotten - Chattawak con Jean Le Cam[34]
- 1997: 1ª alla Transpacific Yacht Race con Bruno Peyron[4][35]
- 1997: 21ª alla Solitaire du Figaro[36]
- 1998: 6ª alla Transat AG2R su Guy Cotten - Chattawak con Jean Le Cam[37]
- 2000: 12ª alla Transat AG2R su Fleury Michon con Philippe Poupon[38]
- 2000: 29ª alla Solitaire du Figaro[36]
- 2004: 27ª alla Transat AG2R su L'esprit d'équipe con Lionel Péan[39]
- 2006: 5ª alla Vakko Odyssée Cannes-Istanbul su Aras Cargo con Luc Poupon[40][41]
- 2007: 11ª alla Route de l'équateur su Deep Blue con Luc Poupon e Alexia Barrier[42]
- 2007: 11ª alla Transat Jacques Vabre su Deep Blue (Class40) con Luc Poupon[43]

## Riconoscimenti
Eletta Campione dei campioni dal giornale L'Équipe nel 1990.

È la sola sportiva, insieme a Marielle Goitschel, a ottenere a due riprese (nel 1978 e nel 1990) il premio Monique Berlioux dell'Académie des sports, che ricompensa la migliore performance sportiva femminile dell'anno trascorso.

Il nuovo liceo nautico di Saint-Malo, inaugurato nel 2015, è stato intitolato a Florence Arthaud.

## Opere
- (FR) Fiancée de l'Atlantique, Rueil-Malmaison, Pen-Duick, 1982, ISBN 2-85513-058-1.
- (FR) Océane, Parigi, Arthaud e Flammarion, 1991, ISBN 2-7003-0959-6.
- (FR) Un vent de liberté, Parigi, Arthaud e Flammarion, 2009, ISBN 978-2-7003-0180-9.
- (FR) Cette nuit, la mer est noire, in collaborazione con Jean-Louis Bachelet, Parigi, Arthaud e Flammarion, 2015, ISBN 978-2-081333-61-1.
- (FR) Rencontres avec la mer, Parigi, Vents de sable, 2015, ISBN 978-2-913252-15-8.
- (FR) Petit hérisson rêve de la mer, illustrazioni di Gwendal Blondelle, Forcalquier, Le Sablier, 2015, ISBN 978-2-843903-33-5.